# Campionat internacional d'esgrima de 1925
El Campionat internacional d'esgrima de 1925 fou la quarta edició de la competició que en l'actualitat es coneix com a Campionat del Món d'esgrima. La competició es va disputar a Oostende.

## Resultats
| Proves           | Or          | Plata         | Bronze            |
| Sabre            |             |               |                   |
| Sabre individual | János Garay | Jenő Uhlyárik | Attila Petschauer |

## Medaller
| Posició | País    | Or | Plata | Bronze | Total |
| 1       | Hongria | 1  | 1     | 1      | 1     |
| TOTAL   | TOTAL   | 1  | 1     | 1      | 1     |